# Harvard (Nebraska)
Harvard – miasto w Stanach Zjednoczonych, w stanie Nebraska, w hrabstwie Clay.